# USA:s FN-ambassadör
USA:s FN-ambassadör (engelska: United States Ambassador to the United Nations, fullständig titel: Representative of the United States of America to the United Nations, with the rank and status of Ambassador Extraordinary and Plenipotentiary, and Representative of the United States of America in the Security Council of the United Nations) leder USA:s delegation vid Förenta Nationerna (FN).
FN-ambassadören representerar USA i FN:s säkerhetsråd och i generalförsamlingens plenum, med undantag av de gånger USA representeras av någon med högre rang (som utrikesministern eller landets president). Som alla USA:s ambassadörer nomineras FN-ambassadören av presidenten och utnämningen godkänns av senaten.
FN-ambassadören ingår i presidentens kabinett, men så har inte alltid varit fallet.

## Ämbetsinnehavare
Nedanstående lista är en kronologisk förteckning över de som innehaft befattningen:
| Nr | Bild                    | Namn                         | Tillträdde       | Avgick          | USA:s president      | FN:s generalsekreterare | Not   |
| -- | ----------------------- | ---------------------------- | ---------------- | --------------- | -------------------- | ----------------------- | ----- |
| 1  |                         | Edward Stettinius, Jr.       | 1945             | 1946            | Harry S. Truman      | Gladwyn Jebb            | [ 3 ] |
| 1  | Trygve Lie              | Edward Stettinius, Jr.       | 1945             | 1946            | Harry S. Truman      |                         | [ 3 ] |
| —  |                         | Herschel Johnson (tf.)       | 1946             | 1947            | Harry S. Truman      | [ 3 ]                   |       |
| 2  |                         | Warren Austin                | 1947             | 1953            | Harry S. Truman      | [ 3 ]                   |       |
| 2  | Dag Hammarskjöld        | Warren Austin                | 1947             | 1953            | Harry S. Truman      | [ 3 ]                   |       |
| 3  |                         | Henry Cabot Lodge, Jr.       | 1953             | 1960            | Dwight D. Eisenhower | [ 3 ]                   |       |
| 4  |                         | James Jeremiah Wadsworth     | 1960             | 1961            | Dwight D. Eisenhower | [ 3 ]                   |       |
| 5  |                         | Adlai Stevenson              | 1961             | 1965            | John F. Kennedy      | [ 3 ]                   |       |
| 5  | U Thant                 | Adlai Stevenson              | 1961             | 1965            | John F. Kennedy      | [ 3 ]                   |       |
| 5  | Lyndon B. Johnson       | Adlai Stevenson              | 1961             | 1965            |                      | [ 3 ]                   |       |
| 6  |                         | Arthur Goldberg              | 1965             | 1968            | [ 3 ]                |                         |       |
| 7  |                         | George W. Ball               | 1968             | 1968            | [ 3 ]                |                         |       |
| 8  |                         | James Russell Wiggins        | 1968             | 1969            | [ 3 ]                |                         |       |
| 9  |                         | Charles Woodruff Yost        | 1969             | 1971            | Richard Nixon        | [ 3 ]                   |       |
| 10 |                         | George H. W. Bush            | 1971             | 1973            | Richard Nixon        | [ 3 ]                   |       |
| 10 | Kurt Waldheim           | George H. W. Bush            | 1971             | 1973            | Richard Nixon        | [ 3 ]                   |       |
| 11 |                         | John A. Scali                | 1973             | 1975            | Richard Nixon        | [ 3 ]                   |       |
| 11 | Gerald Ford             | John A. Scali                | 1973             | 1975            |                      | [ 3 ]                   |       |
| 12 |                         | Daniel Patrick Moynihan      | 1975             | 1976            | [ 3 ]                |                         |       |
| 13 |                         | William Scranton             | 1976             | 1977            | [ 3 ]                |                         |       |
| 14 |                         | Andrew Young                 | 1977             | 1979            | Jimmy Carter         | [ 3 ]                   |       |
| 15 |                         | Donald McHenry               | 1979             | 1981            | Jimmy Carter         | [ 3 ]                   |       |
| 16 |                         | Jeane Kirkpatrick            | 1981             | 1985            | Ronald Reagan        | [ 3 ]                   |       |
| 16 | Javier Pérez de Cuéllar | Jeane Kirkpatrick            | 1981             | 1985            | Ronald Reagan        | [ 3 ]                   |       |
| 17 |                         | Vernon A. Walters            | 1985             | 1989            | Ronald Reagan        | [ 3 ]                   |       |
| 18 |                         | Thomas R. Pickering          | 1989             | 1992            | George H. W. Bush    | [ 3 ]                   |       |
| 18 | Boutros Boutros-Ghali   | Thomas R. Pickering          | 1989             | 1992            | George H. W. Bush    | [ 3 ]                   |       |
| 19 |                         | Edward J. Perkins            | 1992             | 1993            | George H. W. Bush    | [ 3 ]                   |       |
| 20 |                         | Madeleine Albright           | 1993             | 1997            | Bill Clinton         | [ 3 ]                   |       |
| 20 | Kofi Annan              | Madeleine Albright           | 1993             | 1997            | Bill Clinton         | [ 3 ]                   |       |
| 21 |                         | Bill Richardson              | 1997             | 1998            | Bill Clinton         | [ 3 ]                   |       |
| —  |                         | Peter Burleigh (tf.)         | 1998             | 1999            | Bill Clinton         |                         |       |
| 22 |                         | Richard Holbrooke            | 1999             | 2001            | Bill Clinton         | [ 3 ]                   |       |
| —  |                         | James B. Cunningham (tf.)    | 2001             | 2001            | George W. Bush       |                         |       |
| 23 |                         | John Negroponte              | 2001             | 2004            | George W. Bush       | [ 3 ]                   |       |
| 24 |                         | John Danforth                | 2004             | 2005            | George W. Bush       | [ 3 ]                   |       |
| —  |                         | Anne W. Patterson (tf.)      | 2005             | 2005            | George W. Bush       |                         |       |
| 25 |                         | John R. Bolton               | 2005             | 2006            | George W. Bush       | [ 3 ]                   |       |
| —  |                         | Alejandro Daniel Wolff (tf.) | 2006             | 2007            | George W. Bush       |                         |       |
| —  | Ban Ki-moon             | Alejandro Daniel Wolff (tf.) | 2006             | 2007            | George W. Bush       |                         |       |
| 26 |                         | Zalmay Khalilzad             | 2007             | 2009            | George W. Bush       | [ 3 ]                   |       |
| 27 |                         | Susan Rice                   | 2009             | 2013            | Barack Obama         | [ 3 ]                   |       |
| —  |                         | Rosemary DiCarlo (tf.)       | 2013             | 2013            | Barack Obama         |                         |       |
| 28 |                         | Samantha Power               | 2013             | 2017            | Barack Obama         | [ 3 ]                   |       |
| 28 | António Guterres        | Samantha Power               | 2013             | 2017            | Barack Obama         | [ 3 ]                   |       |
| 29 |                         | Nikki Haley                  | 2017             | 2018            | Donald Trump         | [ 3 ]                   |       |
| 30 |                         | Kelly Craft                  | 2019             | 2021            | Donald Trump         | [ 3 ]                   |       |
| 31 |                         | Linda Thomas-Greenfield      | 25 februari 2021 | 20 januari 2025 | Joe Biden            |                         |       |